# Abramcevo

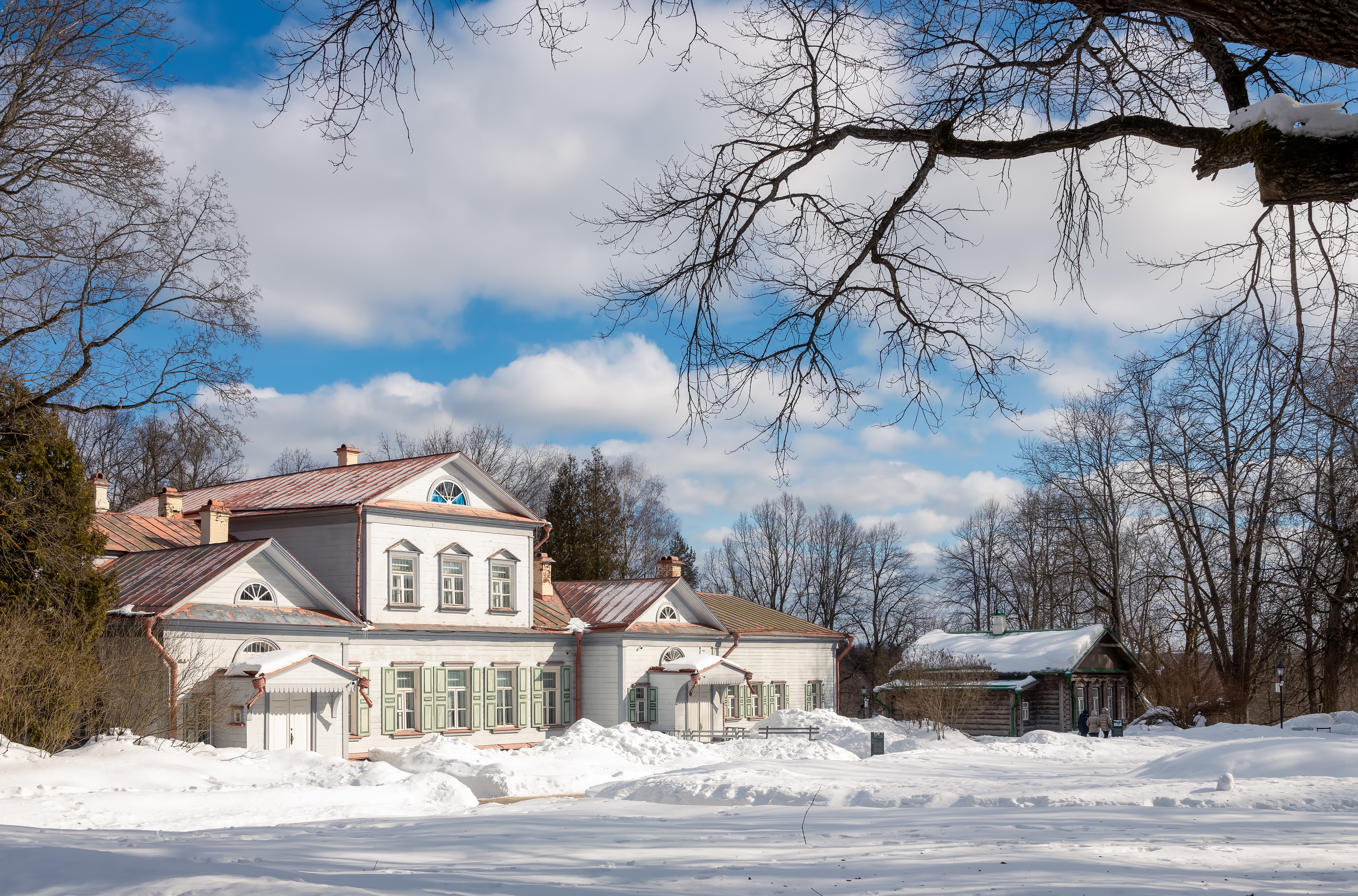
Abramcevo

Abramcevo (meno correttamente Abramtsevo: in russo Абрамцево?) è una tenuta agricola nelle campagne di Mosca, vicino Chot'kovo, dove nel 1840 un gruppo di pittori e scrittori russi nazionalisti fondò, sotto la guida dell'imprenditore e mecenate Savva Ivanovič Mamontov e di sua moglie Elizaveta Grigor’evna Mamontova, un circolo letterario e artistico che rimase attivo durante il XIX secolo.

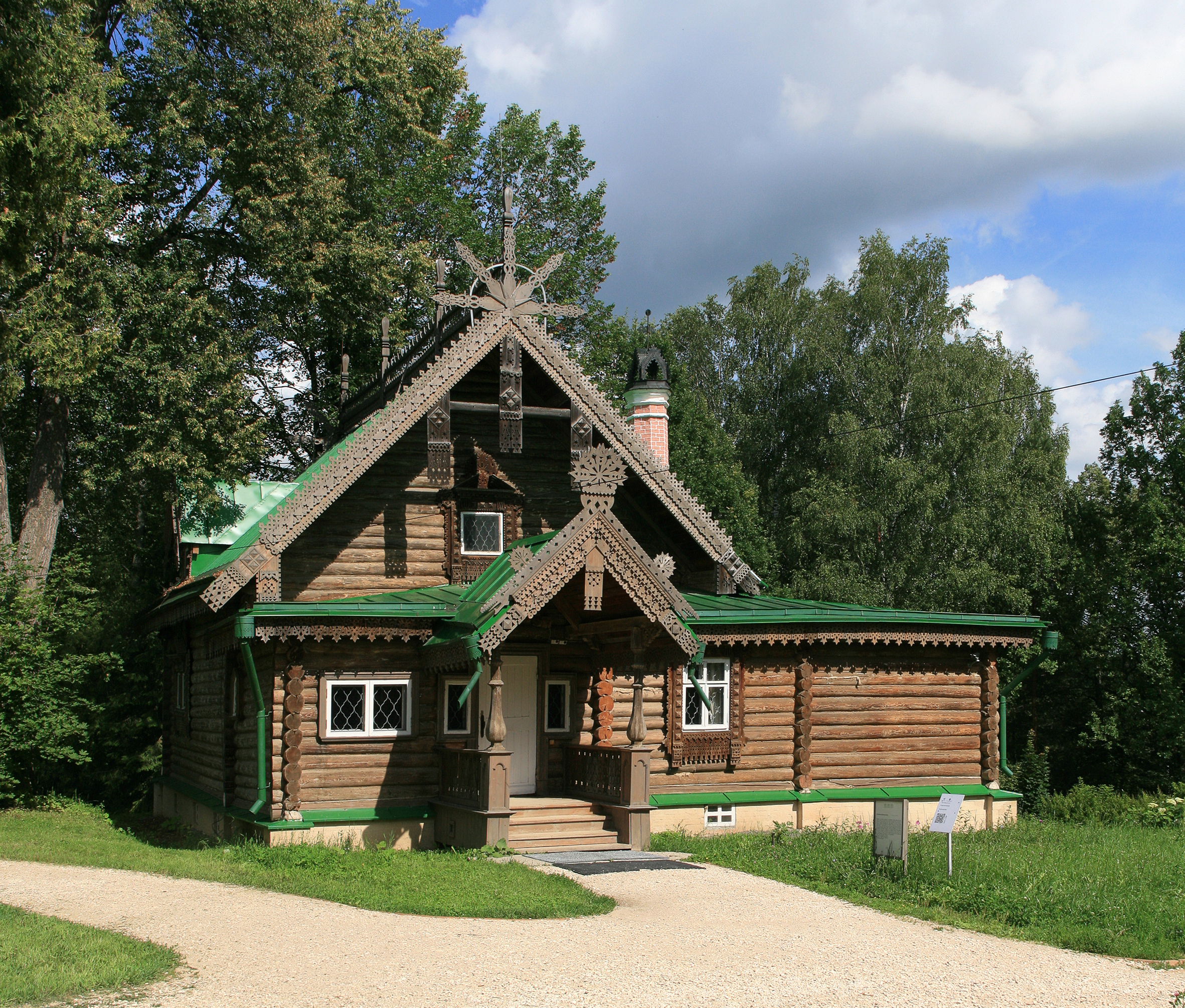
Costruzione in legno ad Abramcevo, che ospita la collezione di arte moderna di Michail Aleksandrovič Vrubel'.

Il circolo divenne un centro per il movimento slavofilo. Al suo interno gli artisti, in spirito cooperativo, disegnarono progetti architettonici e instaurarono laboratori per il disegno e la produzione di mobili, ceramiche e tele di seta.

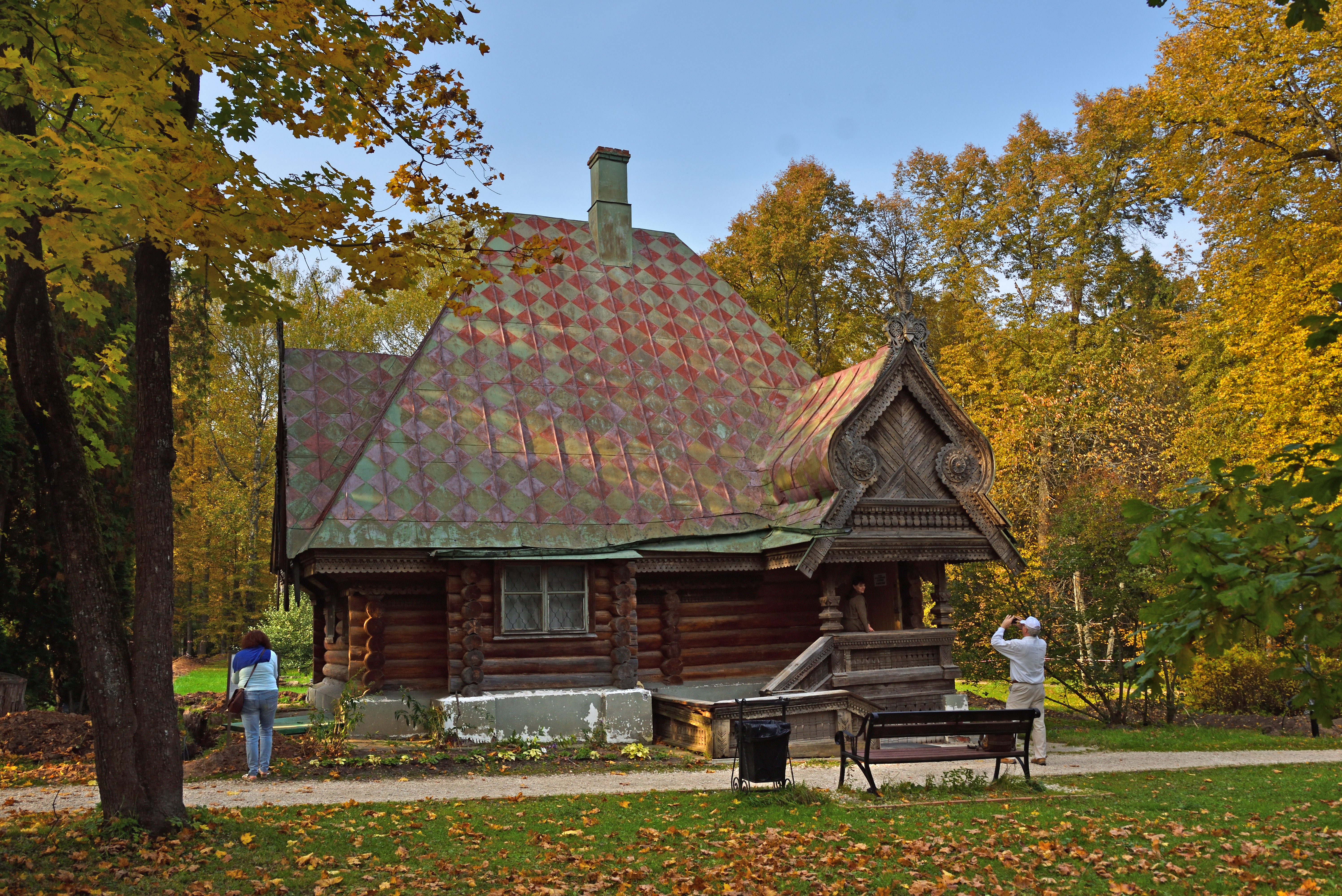
Sauna

Gli artisti Vasilij Dmitrievič Polenov e Viktor Michajlovič Vasnecov eressero una chiesa, che rappresenta uno dei primi edifici ispirati all'Art Nouveau in Russia.
La comunità predispose un teatro dove rappresentare opere liriche ispirate al folclore russo. La prima di queste fu nel 1882 la fiaba-dramma Sneguročka, La fanciulla di neve, 
di Aleksandr Nikolaevič Ostrovskij. Alcune delle opere rappresentate in questo teatro, come le tragedie bibliche Iosif e Saul, furono scritte da Mamontov e recitate anche dai bambini delle famiglie della comunità. Fra questi ultimi era presente anche il giovane Konstantin Sergeevič Stanislavskij.
Del circolo fecero parte anche il filologo Mstislav Prachov nonché, per un periodo, il grande scrittore Nikolaj Vasil'evič Gogol'.
Oggi la tenuta è un museo, dove gli spazi percorsi dagli artisti e le loro produzioni possono essere visitati dal pubblico.